# 陆川站
陆川站，位于中华人民共和国广西壮族自治区玉林市陆川县温泉镇，是黎湛铁路上的火车站，建于1955年。由南宁局集团管辖。

## 車站周邊
- 陆川县初级中学
- 中国工商银行陆兴路支行
- 中国农业银行三峰路支行
- 中国人民银行陆川县支行
- 农村商业银行温泉分社
- 中国建设银行九洲分理处
- 陆川县第二小学
- 陆川县中学
- 陆川汽车总站

## 业务办理
客运：办理旅客乘降业务，包裹，行李托运业务。
货运：办理整车到发。

## 歷史
- 建于1955年。
- 2017年7月5日起，因應車站站台改造工程，陸川站停辦客運業務，直至同年11月26日恢復。[2][3]
- 2019年4月11日起，配合車站站房改造工程，陸川站停止辦理客運業務，列車不停靠本站。[4]同年11月1日，陸川站新站房正式啟用，部份列車恢復停靠本站。[5]
- 2019年12月25日起，陸川站正式開行動車組列車。[6]

## 外部連結
- 中国铁路客户服务中心 （页面存档备份，存于）